# Record marshallesi di atletica leggera
I record marshallesi  di atletica leggera rappresentano le migliori prestazioni di atletica leggera stabilite dagli atleti di nazionalità marshallese e ratificate dalla Marshall Islands Athletics Federation.

## Outdoor

### Maschili
| Evento | Record           | Atleta                                       | Data              | Manifestazione                | Luogo                                 | Ref |
| --- | ---------------- | -------------------------------------------- | ----------------- | ----------------------------- | ------------------------------------- | --- |
| 100 m | 10.39 (+1.9 m/s) | Roman Cress                                  | 15 maggio 1999    |                               | Minneapolis, Stati Uniti              |     |
| 200 m | 21.47            | Roman Cress                                  | 13 maggio 2000    |                               | Saint Paul, Stati Uniti               |     |
| 400 m | 53.56            | Joe Jotai                                    | 24 luglio 2002    | Giochi della Micronesia       | Kolonia, Stati Federati di Micronesia |     |
| 400 m | 50.4 (ht)        | Martin Motu'ahala                            | 30 luglio 1994    |                               | Majuro, Isole Marshall                |     |
| 800 m | 2:05.2           | Martin Motuahala                             | 28 luglio 1994    |                               | Majuro, Isole Marshall                |     |
| 1500 m | 4:36.0           | Lani Mejbon                                  | 30 luglio 1999    |                               | Majuro, Isole Marshall                |     |
| 3000 m | 12:03.9          | Daniel Kibajot                               | 5–7 maggio 2005   |                               | Laura, Isole Marshall                 |     |
| 5000 m | 18:39.53         | Jesse Napolitani                             | 22 luglio 2002    | Giochi della Micronesia       | Kolonia, Stati Federati di Micronesia |     |
| 10000 m | 40:11.92         | Bob Sholar                                   | 3 agosto 1998     |                               | Koror, Palau                          |     |
| Mezza maratona | 1:32:32          | Jesse Napolitano                             | 26 luglio 2002    |                               | Kolonia, Stati Federati di Micronesia |     |
| Maratona |                  |                                              |                   |                               |                                       |     |
| 110 m ostacoli | 18.01            | Martin Motu'ahala                            | 23 luglio 2002    | Giochi della Micronesia       | Kolonia, Stati Federati di Micronesia |     |
| 400 m ostacoli |                  |                                              |                   |                               |                                       |     |
| 3000 m siepi |                  |                                              |                   |                               |                                       |     |
| Salto in alto | 1.72 m           | Todd Surber                                  | 1º aprile 1994    |                               | Mangilao, Guam                        |     |
| Salto con l'asta |                  |                                              |                   |                               |                                       |     |
| Salto in lungo | 6.14 m           | Mike Zakios                                  | luglio 1969       | Giochi della Micronesia       | Saipan, Isole Marianne Settentrionali |     |
| Salto triplo | 11.94 m          | Mike Zakios                                  | luglio 1969       | Giochi della Micronesia       | Saipan, Isole Marianne Settentrionali |     |
| Getto del peso | 12.70 m          | Rais Aho                                     | 26 luglio 2002    | Giochi della Micronesia       | Kolonia, Stati Federati di Micronesia |     |
| Lancio del disco | 33.93 m          | Rais Aho                                     | 7 luglio 2003     | Giochi del Sud Pacifico       | Suva, Figi                            |     |
| Lancio del martello |                  |                                              |                   |                               |                                       |     |
| Lancio del giavellotto | 46.83 m          | Emelido Digno Jr.                            | 25 settembre 2010 | Campionati oceaniani under 20 | Cairns, Australia                     |     |
| Decathlon |                  |                                              |                   |                               |                                       |     |
| (100 m), (salto in lungo), (getto del peso), (salto in alto), (400 m) / (110 m ostacoli), (disco), (salto con l'asta), (giavellotto), (1500 m) |                  |                                              |                   |                               |                                       |     |
| Marcia 20 km (strada) |                  |                                              |                   |                               |                                       |     |
| Marcia 50 km (strada) |                  |                                              |                   |                               |                                       |     |
| Staffetta 4×100 metri | 44.55            | B. Ishoda R. Hermios C. Matthew Roman Cress  | 26 luglio 2002    | Giochi della Micronesia       | Kolonia, Stati Federati di Micronesia |     |
| Staffetta 4×400 metri | 3:36.0           | Martin Motu'ahala T. Mote D. Andrew J. Asher | 30 luglio 1994    |                               | Majuro, Isole Marshall                |     |

### Femminili
| Evento                                                                                                  | Record         | Atleta                                          | Data                | Manifestazione                                   | Luogo                                 | Ref   |
| --- | -------------- | ----------------------------------------------- | ------------------- | ------------------------------------------------ | ------------------------------------- | ----- |
| 100 m                                                                                                   | 13.89          | Mariana Cress                                   | 16 giugno 2012      | USATF Minnesota Association Junior Championships | Minnesota, Stati Uniti                | [ 1 ] |
| 200 m                                                                                                   | 28.85          | Haley Nemra                                     | 11 maggio 2007      |                                                  | Lake Stevens, Stati Uniti             |       |
| 400 m                                                                                                   | 58.96          | Haley Nemra                                     | 28 giugno 2012      | Campionati oceaniani                             | Cairns, Australia                     | [ 2 ] |
| 800 m                                                                                                   | 2:13.83        | Haley Nemra                                     | 23 maggio 2008      |                                                  | Pasco, Stati Uniti                    |       |
| 1500 m                                                                                                  | 4:52.24        | Haley Nemra                                     | 14 marzo 2009       |                                                  | Davis, Stati Uniti                    |       |
| 3000 m                                                                                                  | 11:06.06 #     | Haley Nemra                                     | 7 maggio 2008       |                                                  | Snohomish, Stati Uniti                |       |
| 3000 m                                                                                                  | 12:12.7 (ht) # | Haley Nemra                                     | 23 marzo 2006       |                                                  | Marysville, Stati Uniti               |       |
| 3000 m                                                                                                  | 13:24.3        | Emy Trumbell                                    | 5/7 maggio 2005     |                                                  | Laura, Isole Marshall                 |       |
| 5000 m                                                                                                  | 21:32.75       | Haley Nemra                                     | 5 agosto 2010       | Giochi della Micronesia                          | Koror, Palau                          | [ 4 ] |
| 10000 m                                                                                                 |                |                                                 |                     |                                                  |                                       |       |
| Maratona                                                                                                |                |                                                 |                     |                                                  |                                       |       |
| 100 m ostacoli                                                                                          |                |                                                 |                     |                                                  |                                       |       |
| 400 m ostacoli                                                                                          |                |                                                 |                     |                                                  |                                       |       |
| 2000 m siepi                                                                                            | 7:41.26        | Haley Nemra                                     | 14 aprile 2008      |                                                  | Bellingham, Stati Uniti               |       |
| 3000 m siepi                                                                                            |                |                                                 |                     |                                                  |                                       |       |
| Salto in alto                                                                                           |                |                                                 |                     |                                                  |                                       |       |
| Salto con l'asta                                                                                        |                |                                                 |                     |                                                  |                                       |       |
| Salto in lungo                                                                                          | 3.41 m         | Cherith Fisher                                  | 15 dicembre 2006    | Campionati oceaniani                             | Apia, Samoa                           |       |
| Salto in lungo                                                                                          | 3.76 m #       | Cherith Fisher                                  | 6/13 settembre 2006 |                                                  | Laura, Isole Marshall                 |       |
| Salto triplo                                                                                            |                |                                                 |                     |                                                  |                                       |       |
| Getto del peso                                                                                          | 8.61 m         | Noreen Ishoda                                   | ottobre 2009        |                                                  | Laura, Isole Marshall                 |       |
| Lancio del disco                                                                                        | 24.30 m        | Cindy Elanzo                                    | 3–7 maggio 2004     |                                                  | Majuro, Isole Marshall                |       |
| Lancio del martello                                                                                     |                |                                                 |                     |                                                  |                                       |       |
| Lancio del giavellotto                                                                                  |                |                                                 |                     |                                                  |                                       |       |
| Eptathlon                                                                                               |                |                                                 |                     |                                                  |                                       |       |
| (100 m ostacoli), (salto in alto), (getto del peso), (200 m) / (salto in lungo), (giavellotto), (800 m) |                |                                                 |                     |                                                  |                                       |       |
| Marcia 20 km (strada)                                                                                   |                |                                                 |                     |                                                  |                                       |       |
| Staffetta 4×100 metri                                                                                   | 57.67          | N. Aimos Cherith Fisher D. Kabua Takilang Kabua | 28 giugno 2006      | Giochi della Micronesia                          | Susupe, Isole Marianne Settentrionali |       |
| Staffetta 4×400 metri                                                                                   | 5:02.28        | N. Aimos Cherith Fisher D. Kabua Takilang Kabua | 28 giugno 2006      | Giochi della Micronesia                          | Susupe, Isole Marianne Settentrionali |       |

## Indoor

### Maschili
| Evento | Record          | Atleta      | Data             | Manifestazione | Place                     | Ref |
| --- | --------------- | ----------- | ---------------- | -------------- | ------------------------- | --- |
| 55 m | 6.20            | Roman Cress | 3 marzo 2000     |                | Collegeville, Stati Uniti |     |
| 60 m | 6.70 (batterie) | Roman Cress | 8 dicembre 2000  |                | Ames, Stati Uniti         |     |
| 60 m | 6.70 (finale)   | Roman Cress | 8 dicembre 2000  |                | Ames, Stati Uniti         |     |
| 200 m | 21.59           | Roman Cress | 26 febbraio 1999 |                | Iowa City, Stati Uniti    |     |
| 400 m |                 |             |                  |                |                           |     |
| 800 m |                 |             |                  |                |                           |     |
| 1500 m |                 |             |                  |                |                           |     |
| 3000 m |                 |             |                  |                |                           |     |
| 60 m ostacoli                                                                                               |                 |             |                  |                |                           |     |
| Salto in alto                                                                                               |                 |             |                  |                |                           |     |
| Salto con l'asta                                                                                            |                 |             |                  |                |                           |     |
| Salto in lungo                                                                                              | 6.45 m          | Roman Cress | 8 febbraio 2003  |                | Stout, Stati Uniti        |     |
| Salto triplo                                                                                                |                 |             |                  |                |                           |     |
| Getto del peso                                                                                              |                 |             |                  |                |                           |     |
| Eptathlon                                                                                                   |                 |             |                  |                |                           |     |
| (60 m), (salto in lungo), (getto del peso), (salto in alto) / (60 m ostacoli), (salto con l'asta), (1000 m) |                 |             |                  |                |                           |     |
| Marcia 5000 metri                                                                                           |                 |             |                  |                |                           |     |
| Staffetta 4×400 metri                                                                                       |                 |             |                  |                |                           |     |

### Femminili
| Evento                                                                        | Record     | Atleta      | Data             | Manifestazione | Luogo                | Ref   |
| ----------------------------------------------------------------------------- | ---------- | ----------- | ---------------- | -------------- | -------------------- | ----- |
| 60 m                                                                          |            |             |                  |                |                      |       |
| 200 m                                                                         |            |             |                  |                |                      |       |
| 400 m                                                                         |            |             |                  |                |                      |       |
| 800 m                                                                         | 2:19.68 OT | Haley Nemra | 12 febbraio 2010 | Husky Classic  | Seattle, Stati Uniti | [ 5 ] |
| 1500 m                                                                        |            |             |                  |                |                      |       |
| 3000 m                                                                        |            |             |                  |                |                      |       |
| 60 m ostacoli                                                                 |            |             |                  |                |                      |       |
| Salto in alto                                                                 |            |             |                  |                |                      |       |
| Salto con l'asta                                                              |            |             |                  |                |                      |       |
| Salto in lungo                                                                |            |             |                  |                |                      |       |
| Salto triplo                                                                  |            |             |                  |                |                      |       |
| Getto del peso                                                                |            |             |                  |                |                      |       |
| Pentathlon                                                                    |            |             |                  |                |                      |       |
| (60 m ostacoli), (salto in alto), (getto del peso), (salto in lungo), (800 m) |            |             |                  |                |                      |       |
| Marcia 3000 metri                                                             |            |             |                  |                |                      |       |
| Staffetta 4×400 metri                                                         |            |             |                  |                |                      |       |